# Кулундинско језеро
Кулундинско језеро (рус. Кулундинское озеро) је језеро у Русији. Налази се на територији Алтајске Покрајине. Површина језера износи 728 km².